# سلاوا سارگسیان (گزارشگر ورزشی)
سلاوا گئورگی سارگسیان (ارمنی: Սլավա Գևորգի Սարգսյան؛ زادهٔ ۱ ژانویهٔ ۱۹۴۸) گزارشگر ورزشی اهل ارمنستان است.

## زندگی‌نامه
وی در ۱ ژانویه ۱۹۴۸ در تفلیس به دنیا آمد و از انستیتو دولتی فرهنگ سلامت و ورزش پرورش اندام ارمنستان فارغ‌التحصیل گشت. وی برنده جوایزی همچون مدال موسس خورناتسی است.